# Elektronmobilitás
Az elektronmobilitás a szilárdtestfizikában az a jellemző, amellyel az elektronok fémekben vagy félvezetőkben, elektromos mező hatására kialakuló mozgását írhatjuk le. Félvezetőkben ezzel analóg módon létezik elektronlyuk-mobilitás is, mely az elektronlyukak mozgását jellemzi. Az elektronmobilitást és a lyukmobilitást összefoglaló néven töltéshordozó-mobilitásnak is nevezik.
Az elektron- és elektronlyuk-mobilitás a közegben elektromos tér hatására elmozduló töltéseket leíró elektromos mobilitás speciális esetei.
Elektromos térben a közegbeli elektronok a tér irányának megfelelően elmozdulnak és átlagosan {\displaystyle \,v_{d}} sebességre tesznek szert. Ezt nevezzük driftsebességnek. Ennek segítségével a μ elektronmobilitás megadható:
{\displaystyle \,v_{d}=\mu E}.
Az elektronmobilitás SI egysége m²/(V·s), azonban a gyakorlatban gyakran cm²/(V·s) mértékegységgel adják meg.
A konduktivitás a mobilitás és a töltéshordozó-koncentráció szorzatával arányos. Két anyag konduktivitása például megegyezhet, ha az egyikben kevés, de nagyobb mobilitású elektron található, míg a másikban sok elektron található, melyek mobilitása kisebb. Fémek esetében a két eset közti különbség nem számottevő, hiszen a vezetési tulajdonságokat a konduktivitás, mint anyagjellemző jól leírja. Így a fémek esetében a mobilitás kevéssé lényeges jellemző. Más a helyzet a félvezetők esetében, melyekből készült eszközök (például tranzisztorok) jellemzői nagyban függnek attól, hogy bennük milyen a töltéshordozók mobilitása illetve koncentrációja. A félvezető eszközök gyártásakor a jobb jellemzők eléréséhez általában a nagyobb mobilitás elérése a cél.
A félvezetőkben érvényes töltéshordozó-mobilitás sok tényezőtől függ, többek között a szennyezők (beleértve ebbe a donor és akceptor szennyezőket is), a hibahelyek koncentrációjától, a hőmérséklettől illetve az elektron- és elektronlyuk-koncentrációtól. Az elektromos térerősségtől is függhet, például a tranzisztorok telítési tartományban. A mobilitás kísérleti meghatározásához az elvi hátteret például a Hall-effektus adhatja.

## Bevezető

### Driftsebesség elektromos térben
Külső elektromos tér hiányában a szilárd anyag elektronjai (félvezetők esetén elektronjai és elektronlyukai) véletlenszerű mozgást végeznek. Így az összes töltéshordozó átlagos elmozdulása az időben nulla.
Ellenben külső tér alkalmazása esetén a töltéshordozók a töltésüknek megfelelően gyorsulni fognak. Vákuumban ez a sebesség elvben állandóan nőne, ezt nevezzük ballisztikus transzportnak. Szilárdtest belsejében azonban a töltéshordozók folyamatos szóródások során leadják mozgási energiájukat, melynek következtében beáll egy egyensúly, a töltéshordozók pedig átlagosan egy állandó, ún. driftsebességgel haladnak. A driftsebesség lehet jóval kisebb is, mint az egyes töltéshordozók sebessége.
Félvezetőkben célszerű az elektronok és elektronlyukak tárgyalásának szétválasztása, mivel ezek driftsebessége azonos elektromos tér esetén különbözhet.
Kváziballisztikus transzport esetén - amikor a szilárdtest töltéshordozói az átlagos szabad úthosszal összemérhető úton gyorsulnak, - a driftsebesség és a mobilitás nem megfelelő anyagjellemzők.

### Definíció
Az elektronmobilitást az alábbi egyenlettel adjuk meg:
{\displaystyle \,v_{d}=\mu E},
ahol:
E az elektromos térerősség,
vd a driftsebesség, azaz a töltéshordozók elektromos tér hatására létrejövő átlagos sebessége,
µ az elektronmobilitás.
Az elektronlyukak mobilitása a fentiekkel analóg módon történik. Mind az elektron-, mind az elektronlyuk-mobilitás a definícióból adódóan pozitív mennyiség.
Az elektron driftsebesség általában egyenesen arányos az alkalmazott elektromos térerősséggel, így a mobilitás értéke a térerősségtől független állandó. Ha ez nem teljesül (például nagy elektromos terek esetén), akkor a mobilitás függ a térerősség nagyságától.
A mobilitás SI-mértékegysége m2/(V·s), ami a sebesség m/s és az elektromos tér V/m egységeiből a fenti egyenlet segítségével származtatható. A gyakorlatban gyakran adják meg a mobilitást a praktikusabb cm2/(V·s) = 10−4 m2/(V·s) egységben.
A mobilitás jellemzően nagyban függ az anyag szennyeződéseitől és a hőmérséklettől és tapasztalati úton adható meg. Félvezetőkben az elektronok és elektronlyukak mobilitása általában különbözik.

### A mobilitás kapcsolata a konduktivitással
A mobilitás egyszerűen kifejezhető a konduktivitással, ha felhasználjuk a töltéssűrűséget. Legyen n az elektronok térfogati számsűrűsége (azaz az elektronok egységnyi térfogatra eső darabszáma) és μe az elektronok mobilitása. Egy E erősségű elektromos térben az elektronok sebességvektora így {\displaystyle -\mu _{e}\mathbf {E} }, mellyel az összes elektron áramsűrűsége {\displaystyle ne\mu _{e}\mathbf {E} } (ahol e az elemi töltés). Így a σ elektromos konduktivitásra fennáll, hogy:
{\displaystyle \sigma =ne\mu _{e}}.
A fenti összefüggés akkor érvényes, ha a konduktivitás megadásakor csak az elektronokat vesszük figyelembe, például n típusú félvezetők esetében, ahol a vezetést jellemzően az elektronok mozgása alakítja ki. P típusú félvezetőkben, ahol a konduktivitás az elektronlyukak mozgásából következik, a fentihez hasonló összefüggés áll fenn. Ha p az elektronlyukak térfogati számsűrűsége és μh a lyukmobilitás, akkor
{\displaystyle \sigma =pe\mu _{h}}.
Ha egy félvezetőben az elektronokat és a lyukakat egyaránt figyelembe vesszük, a konduktivitás az alábbi összefüggéssel adható meg:

## Példák
Szobahőmérsékleten (300 K) a szilícium tipikus elektronmobilitása 1400 cm2/ (V·s), az elektronlyuk-mobilitása pedig 450 cm2/ (V·s).
Bizonyos alacsony dimenziós rendszerekben igen nagy mobilitás is létrejöhet. Például kétdimenziós elektrongázok (2DEG-ek) mobilitása alacsony hőmérsékleten lehet 35 000 000 cm2/(V·s), szén nanocsövek esetén szobahőmérsékleten is lehetséges 100 000 cm2/(V·s), grafénben alacsony hőmérsékleten létrejöhet 200 000 cm2/ V·s,
míg a szerves félvezetők mobilitása ennél tipikusan jóval kisebb, 10 cm2/(V·s) alatti.

## Függés a térerősségtől és a sebességtelítési tartomány
Kis térerősségek esetén a vd driftsebesség arányos az E elektromos térerősséggel, így a μ mobilitás állandó.
Nagyobb térerősségek esetén viszont a töltéshordozók sebessége egyre kevésbé nő a térerősség növelésének hatására és egy maximális határértékhez tart, telítésbe megy. A driftsebesség határértékét telítési driftsebességnek nevezzük. A telítési sebesség szilíciumban (mind elektronokra, mind lyukakra) tipikusan 1×107 cm/s, germánium esetén pedig jellemzően 6×106 cm/s körüli. A telítési sebesség olyan anyagjellemző, ami erősen függ a dópolástól, a szennyezésektől és a hőmérséklettől. A gyakorlatban gyakran alkalmazzák félvezető eszközök jellemzésére, ugyanis például tranzisztorok esetében ettől függ, hogy az eszköz milyen frekvencián üzemeltethető illetve milyen a válaszideje.
A telítődési jelenség a töltéshordozók optikai fononokon való szóródásával magyarázható. Ha az elektromos tér elég nagy, a töltéshordozók két ütközésük között elégséges mozgási energiához juthatnak ahhoz, hogy optikai fonon kibocsátása közben energiájuk egy részét leadják. A fononkibocsátás előtt az elektron sebességére az alábbi összefüggés áll fenn:
{\displaystyle {\frac {m^{*}v_{ki}^{2}}{2}}\approx \hbar \omega _{fonon(opt.)}},
ahol ωfonon(opt.) az optikai fonon frekvenciája és m* a töltéshordozónak az elektromos tér irányában értelmezett effektív tömege. Az Efonon (opt.) értéke Si-ban 0,063 eV, GaAs-ben és Ge-ban 0,034 eV. Ha az elektron ütközés utáni kezdősebességét nullának, ütközés előtti végsebességét pedig vemit-nek tekintjük, akkor egy igen egyszerűsített képben megbecsülhető, hogy a telítési sebesség nagyjából vemit felének felel meg.
A sebesség telítődésén kívül a nagy térerősségek más hatásokat is hozhatnak. Például a Gunn-effektus létrejöttekor, ha a vezetési elektronok számára több energiasáv is rendelkezésre áll és a térerősség elég nagy ahhoz, hogy az elektronok a sávok között ennek hatására átlépjenek, a driftsebesség akár csökkenthet is a térerősség növelésével. Ezt az anomális viselkedést nevezzük negatív differenciális ellenállásnak, mely a Gunn-dióda működési elvét is adja.
Mivel nagy elektromos terek esetén (például sebességtelítés létrejöttekor) a mobilitás erősen függ a térerősségtől, ilyen esetekben a folyamatok leírására a driftsebesség célszerűbb, mint a mobilitás.

## A mobilitás kapcsolata a szóródási folyamatokkal
A mobilitás a definíciójából adódóan függ a driftsebességtől. A driftsebességet (az effektív tömegen kívül) a szóródási folyamatok befolyásolják, vagyis az, hogy a töltéshordozó mekkora utat jár be két ütközés között (azaz mekkora a szabad úthossza, amin ballisztikusan gyorsul a tér hatására). Az ütközések során a töltéshordozók irányt változtathatnak és energiájuk jellemzően csökken. A driftsebességre, és ennek folyományaként a mobilitásra tehát hatással vannak a szóródási folyamatok. Félvezetőkben a legjellemzőbb szóródást befolyásoló tényezők az ionizált szennyezők és az akusztikus fononok (azaz a rácson való szóródás), továbbá jelen lehet még más szóródást okozó jelenség is mint a semleges szennyezők, az optikai fononok illetve a felületi állapotokon és hibahelyeken való szóródás.

### Szóródás ionizált szennyezőkön
A dópolt félvezetőben levő donor és akceptor szennyezők jellemzően ionizált állapotban vannak, így töltésük nem nulla. A szennyező atom és a szintén töltött elektronok vagy elektronlyukak között így Coulomb kölcsönhatás léphet fel, a töltéshordozók eltérülnek. Az eltérülés mértéke attól függ, hogy a szennyező atomhoz a töltéshordozó milyen sebességgel közeledik és milyen közel halad el mellette. A nagyobb rendszámú szennyezőkkel az ütközés esélye nagyobb, így ezek jobban csökkentik a két ütközés között eltelt időt, az átlagos szabad úthosszat és így a mobilitást. A szabad térben történő Coulomb-szórástól eltérően (egyéb szennyezőkkel és más töltéshordozókkal való kölcsönhatás miatt) a szilárdtest belsejében a Coulomb-szórás hatótávolsága kisebb.
Ha a töltéshordozók transzportja a felülethez közel történik, további hatásokra lehet számítani. A felületek gyakran sok kristályhibát, felületi struktúrát, diszlokációt tartalmaznak. Hiányzó kötések trap állapotokként viselkedhetnek, melyek töltések becsapdázása után töltötté válva Coulomb-szórócentrumként viselkednek. Félvezető eszközökben (például tranzisztorokban) gyakran alkalmaznak felületi inverziós rétegeket, ahol a töltéshordozók gyakorlatilag csak egy kétdimenziós felület mentén mozdulhatnak el. Ezek a kézdimenziós közegek a töltéshordozók tömbitől eltérő viselkedését eredményezik. Továbbá ilyen szerkezetekben fontos szerepe van a felületi szennyezőknek és a felület érdességének is, melyek mind szóródást okozhatnak.

### Szóródás rácson
Abszolút nulla feletti hőmérsékleten a rács atomjai vibráló hőmozgást végeznek, a rácson akusztikus rezgések terjednek. A rácsrezgések leírása a szilárdtestfizikában a fononokkal történik, melyek az atomok kollektív elmozdulását jellemző kvázirészecske. Ezzel a koncepcióval a rácson szóródás felfogható a töltéshordozó és egy fonon kölcsönhatásaként. A hőmérséklet emelésével a fononokkal való kölcsönhatás valószínűsége növekszik, ami jellemzően a mobilitás csökkenéséhez vezet.

### Piezoelektromos szóródás
A piezoelektromos hatás olyan félvezetőkben léphet fel, melyek elemi cellájában az összetevők ill. a szerkezet mechanikai hatással polarizálható. Ha piezoelektromos tulajdonságú anyagra mechanikai feszültséget terhelünk, az elemi cella atomjai úgy mozdulnak el, hogy lokális elektromos erőterek alakulnak ki. Ezek a terek szórócentrumként viselkednek a közegben haladó töltéshordozók számára. A piezoelektromos szóródás tipikusan kis hőmérsékleten számottevő, ahol más szóródási folyamatok valószínűsége kisebb.

### Felületi érdesség miatti szóródás
Felület közelében, a kvázi kétdimenziós tartományban terjedő töltéshordozókra nagy hatással lehetnek a felületi rácshibák. Rendkívül sík kristályfelület is tartalmazhat néhány atomsíknyi hibát, így a felület közelében az energiaszint kicsit ingadozhat. A terjedő töltéshordozók számára ezek a fluktuációk szórócentrumként viselkednek.

### Szóródás ötvözőkön
Többkomponensű félvezetőkben az egyes ötvözők véletlenszerű eloszlása perturbációt okoz a kristály potenciáljában. Főként három- és többkomponensű rendszerek jellemzője, ahol bizonyos komponensek olykor egymást helyettesítik a rácsban, és a komponensek aránya nem sztöchiometrikus. Ettől a hatástól gyakran eltekinthetünk, ha tömbi viselkedést vizsgálunk, azonban egyes esetekben (például alacsonydimenziós vagy nanoméretű szerkezeteknél) figyelembe kell venni a hatását.

### Rugalmatlan szóródás
A rugalmatlan szóródási folyamatok jellemzője, hogy ezek közben számottevő energiacsere jön létre a kölcsönható részecskék között. Hasonlóan a rugalmas fononszóráshoz, a rugalmatlan szóródások oka is a rácsrezgések okozta energiaszint fluktuáció. A rugalmatlan szóródásban részt vevő optikai fononok energiája nagyjából 30-50 meV, míg a rugalmas szóródásban részt vevő akusztikai fononok jellemző energiája ennél kisebb, 1-10 meV körüli. A rugalmatlan szóródás történhet optikai vagy nagyenergiás akusztikai fononokon, melyek következménye energiaszint ugrás, mely olykor sávok vagy alsávok közötti ugráshoz is vezethet.

### Elektron–elektron szóródás
A Pauli-féle kizárási elv értelmében az elektronok közti kölcsönhatások nem számottevőek, amíg elég sok különböző kvantumállapot áll rendelkezésükre az adott fizikai rendszerben, viszont ha például - egy gyakorlati esetben - a térfogati sűrűségük meghaladja a 1017 cm−3-t, vagy az elektromos térerősség a 103 V/cm-t, az elektronon egymás közti kölcsönhatásai egyre jelentősebbek lesznek.

### A mobilitás és a szóródási idő kapcsolata
Egyszerűsítéssel megbecsülhetjük, hogy közelítőleg milyen kapcsolatban áll a mobilitás és a szóródási idő (azaz két szóródási folyamat között eltelő átlagos idő). A feltételezés szerint a töltéshordozók sebessége az ütközés után véletlenszerű, azaz az összes töltéshordozóra átlagosan nulla. Az ütközés után az állandó és homogén külső tér egyformán gyorsítja a töltéshordozókat a következő ütközésig. Ezzel a mobilitás a következő:
{\displaystyle \mu ={\frac {q}{m^{*}}}{\overline {\tau }}},
ahol q az elemi töltés, m* az (adott irányban értelmezett) effektív tömeg és τ az átlagos szóródási idő.

### Matthiessen-szabály
Ha több szórási jelenség egyszerre van jelen (ami a valós esetekben igen gyakori), akkor általában jó közelítést ad a különféle jelenségek együttes hatására a Mathiessen-szabály alkalmazása:
{\displaystyle {\frac {1}{\mu }}={\frac {1}{\mu _{\rm {szennyez{\tilde {o}}k}}}}+{\frac {1}{\mu _{\rm {r{\acute {a}}cs}}}}},
ahol µ az effektív mobilitás, {\displaystyle \mu _{\rm {szennyez{\tilde {o}}k}}} a pusztán szennyezőkből származó szóródás esetén érvényes mobilitás és {\displaystyle \mu _{\rm {r{\acute {a}}cs}}} pedig a pusztán rácson szóródás miatt kialakuló mobilitás. Ha még több folyamat is létrejön, a további mobilitás tagok a fentiekhez hasonló módon reciprokosan összegződnek:
{\displaystyle {\frac {1}{\mu }}={\frac {1}{\mu _{\rm {szennyez{\tilde {o}}k}}}}+{\frac {1}{\mu _{\rm {r{\acute {a}}cs}}}}+{\frac {1}{\mu _{\rm {hib{\acute {a}}k}}}}+\cdots }.
A Matthiessen-szabály az átlagos szóródási időkre hasonlóképpen írható fel:
{\displaystyle {\frac {1}{\tau }}={\frac {1}{\tau _{\rm {szennyez{\tilde {o}}k}}}}+{\frac {1}{\tau _{\rm {r{\acute {a}}cs}}}}+{\frac {1}{\tau _{\rm {hib{\acute {a}}k}}}}+\cdots }.
ahol τ az effektív átlagos szórási idő, τszennyezők pusztán a szennyezőkön szóródásból adódik, és így tovább.
A Matthiessen-szabály nem általános érvényű törvény, csak egy közelítési mód. Alkalmazásához feltételezni kell, hogy a különféle, mobilitást befolyásoló szóródási jelenségek egymástól függetlenek, mivel a szóródási valószínűségek összege csak ekkor egyenlő az együttes hatás szóródási valószínűségével. Az átlagos szóródási idő és így a relaxációs idő fordítottan arányos a szóródási valószínűséggel. Például a rácson szóródás befolyásolja az elektronoknak a tér irányába eső sebességeloszlását, ami viszont befolyásolja, hogy milyen a szennyezőkön történő szóródás valószínűsége. Ilyen folyamatok leírására összetettebb modell szükséges.

### Hőmérsékletfüggés
|          | Si      | Ge      | GaAs    |
| -------- | ------- | ------- | ------- |
| Elektron | ∝T −2.4 | ∝T −1.7 | ∝T −1.0 |
| Lyuk     | ∝T −2.2 | ∝T −2.3 | ∝T −2.1 |

A hőmérséklet emelkedésével nő a szilárdtest fononkoncentrációja, ami növeli a fononokon való szóródás valószínűségét is. Tehát a rácsrezgések hatására a hőmérséklet emelkedésével a mobilitás csökken. Elméleti számítással belátható, hogy az apoláris félvezetőkben (mint a Si és a Ge) a mobilitásra az akusztikus fononokon szóródás van a legnagyobb hatással, az akusztikus fononok miatti hőmérsékletfüggés elméletileg T −3/2, míg az optikai fononok miatti hőmérsékletfüggés csupán T −1/2. A kísérletileg mért hőmérsékletfüggéseket a táblázat foglalja össze.
Tudjuk, hogy {\displaystyle {\frac {1}{\tau }}\propto \left\langle v\right\rangle \Sigma }, ahol {\displaystyle \Sigma } a szórócentrum szórási hatáskeresztmetszete elektronokra és lyukakra, {\displaystyle \left\langle v\right\rangle } pedig az összes elektron és lyuk sebességátlaga a Boltzmann-eloszlás alapján a vezetési sáv alján és a vegyértéksáv tetején, így a mobilitás hőmérsékletfüggése meghatározható. A Boltzmann-eloszlás ilyen feltételezése olyan félvezetőkre érvényes, melyekben 
{\displaystyle \left\langle v\right\rangle \sim {\sqrt {T}}}.

## Fordítás
Ez a szócikk részben vagy egészben  az   Electron mobility című angol Wikipédia-szócikk ezen változatának fordításán alapul.  Az eredeti cikk szerkesztőit annak laptörténete sorolja fel. Ez a jelzés csupán a megfogalmazás eredetét és a szerzői jogokat jelzi, nem szolgál a cikkben szereplő információk forrásmegjelöléseként.